# Goldsboro (Karolina Północna)
Goldsboro – miasto (city), ośrodek administracyjny hrabstwa Wayne, we wschodniej części stanu Karolina Północna, w Stanach Zjednoczonych, położone w pobliżu rzeki Neuse. W 2012 roku miasto liczyło 37 051 mieszkańców.
Miasto założone zostało w 1847 roku i nazwane zostało na cześć Matthew T. Goldsborough, inżyniera linii kolejowej Wilmington and Weldon Railroad. Goldsboro jest ośrodkiem handlu tytoniem a także ośrodkiem przemysłu lekkiego (głównie odzieżowego, meblarskiego i spożywczego). W mieście znajduje się Wayne Community College oraz baza US Air Force Seymour Johnson Air Force Base.
23 stycznia 1961 roku nieopodal Goldsboro w następstwie awarii bombowca B-52 Startofortress zrzucone zostały dwie bomby jądrowe Mark 39, z których jedna rozpoczęła procedurę detonacji. Incydent ten był bliski spowodowania katastrofy nuklearnej.